# Pattadakal
Pattadakal és un lloc del districte de Bijapur, estat de Karnataka a l'Índia, famós pels seus grups de monuments que mostren les primeres experiències en l'arquitectura dels temples.
La particularitat del lloc prové de la presència conjunta dels estils dravídics o meridionals i nagara o septentrionals de l'arquitectura índia. Entre els temples més notables, podem citar Virupaksha, Mallikarjuna i els temples de Papanatha.
Situat a l'Estat de Karnataka, el lloc de Pattadakal il·lustra l'apogeu de l'art eclèctic que va aconseguir sintetitzar harmònicament les formes arquitectòniques del nord i el sud de l'Índia en els segles vii i viii, sota la dinastia dels Chalukya. El lloc comprèn un conjunt impressionant de nou temples hinduistes i un santuari jainista. Dins el conjunt destaca una obra mestra excepcional, el temple de Virupaksha, que va ser erigit cap a l'any 740 per la reina Lokamahadevi per commemorar la victòria del seu marit en una batalla contra els sobirans dels regnes meridionals.
El Conjunt de Monuments de Pattadakal van ser declarats com a Patrimoni de la Humanitat per la Unesco l'any 1987.

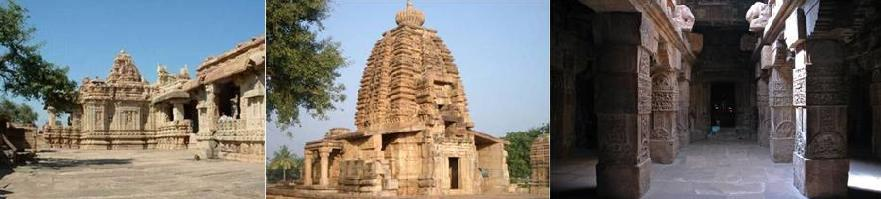
Imatges

## Història

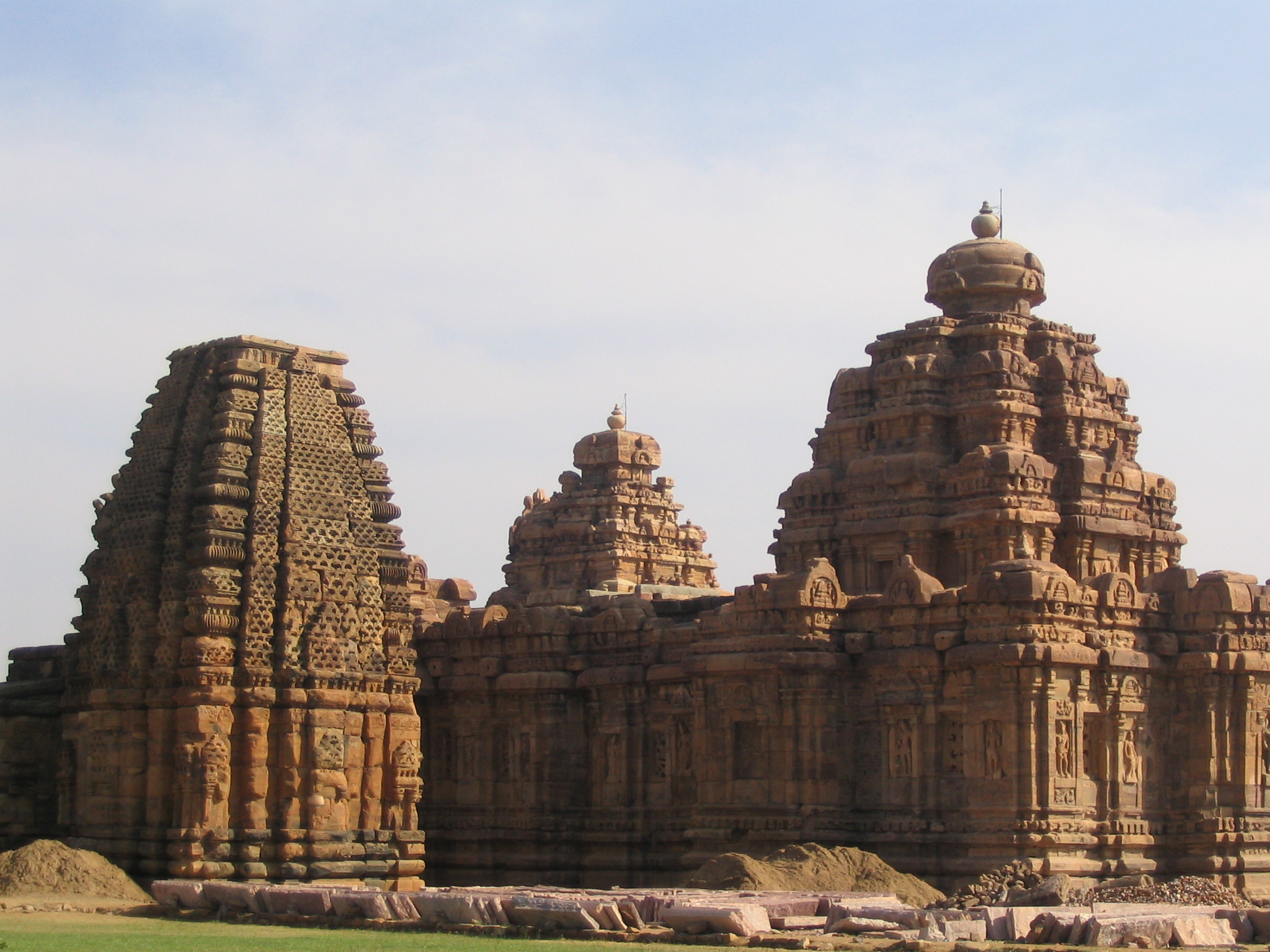
Temples de Mallikarjuna i Kashivisvanatha.

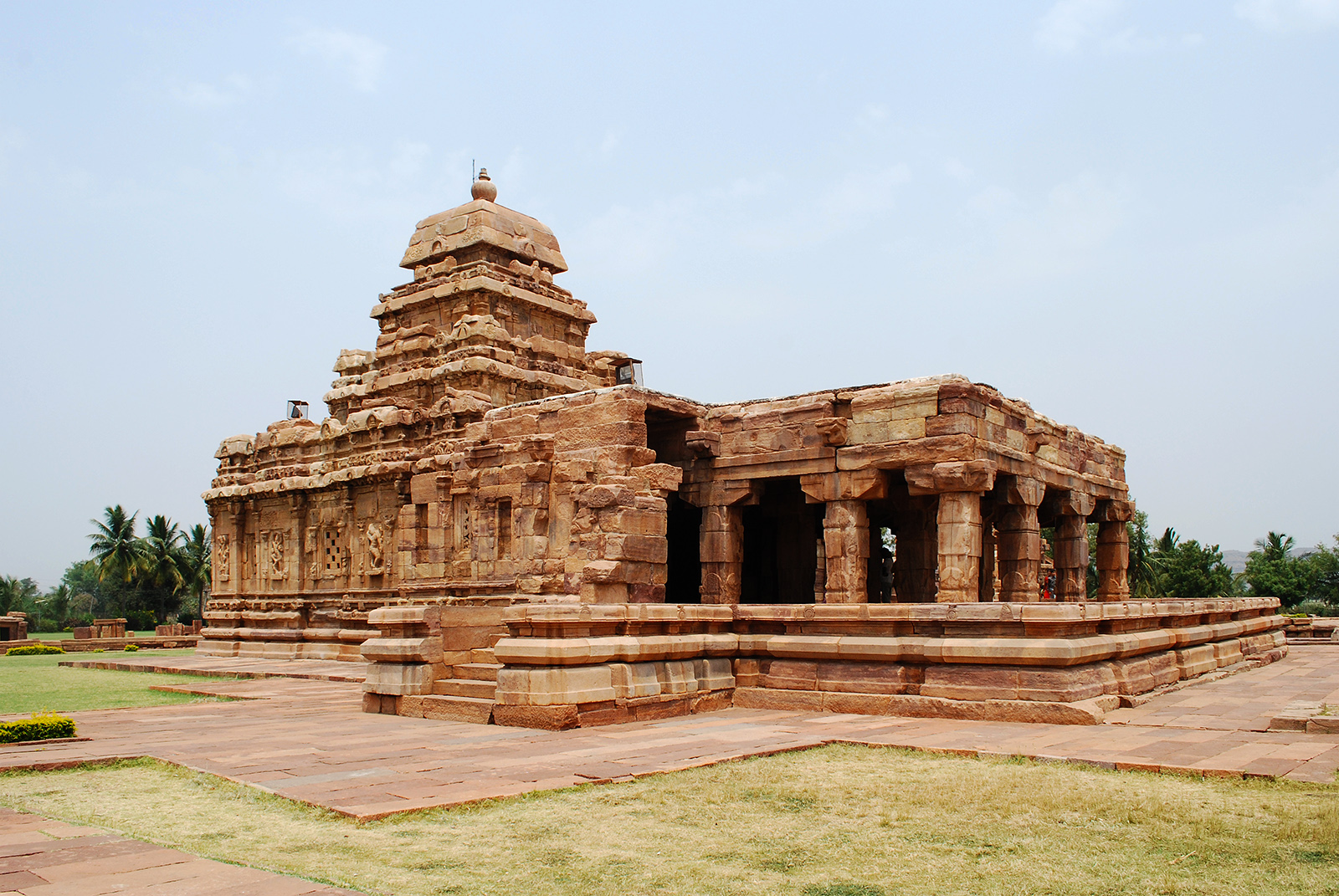
temple de Sangameshwara

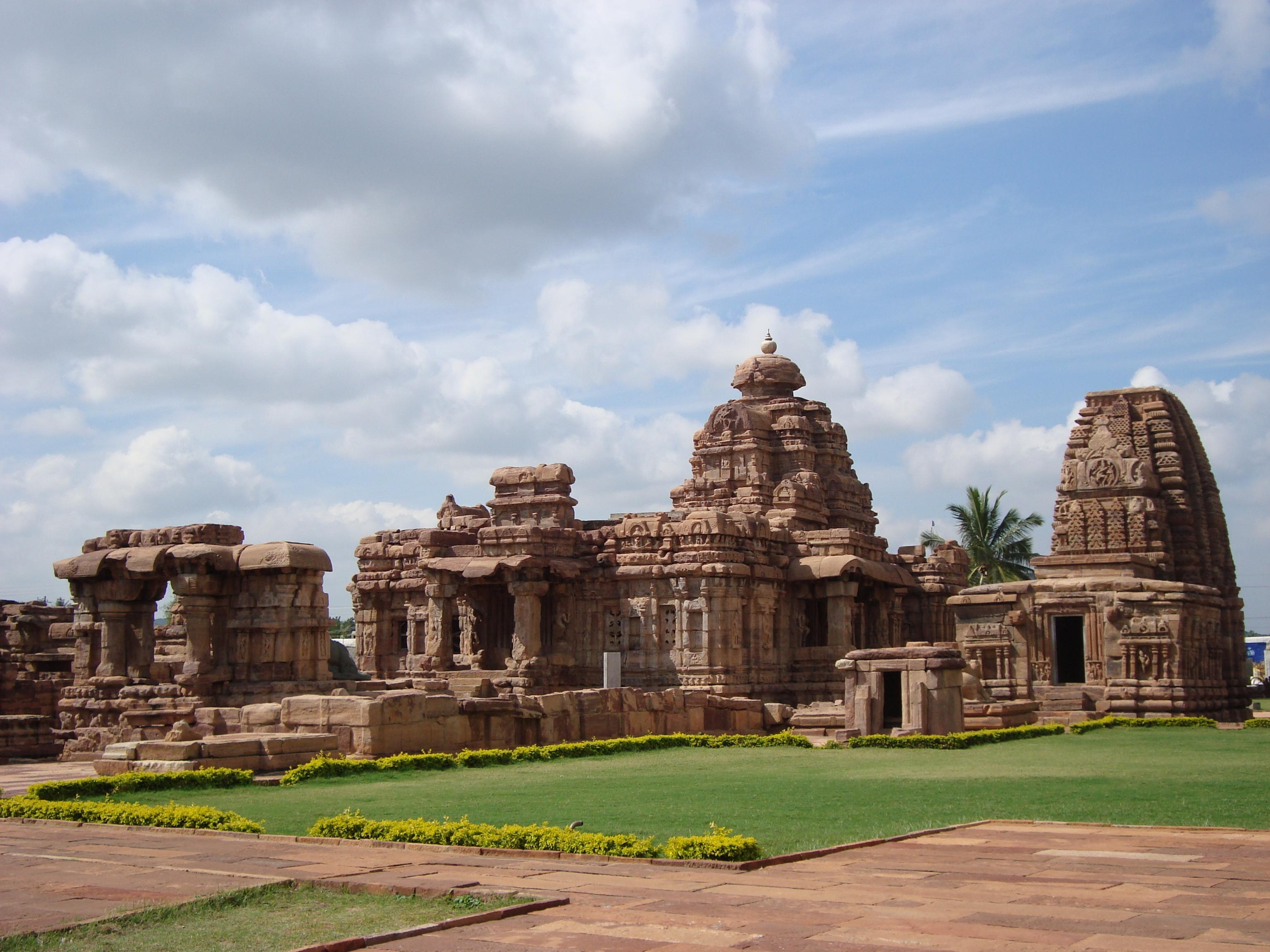
Temples de Mallikarjuna i Kashi Vishwanatha

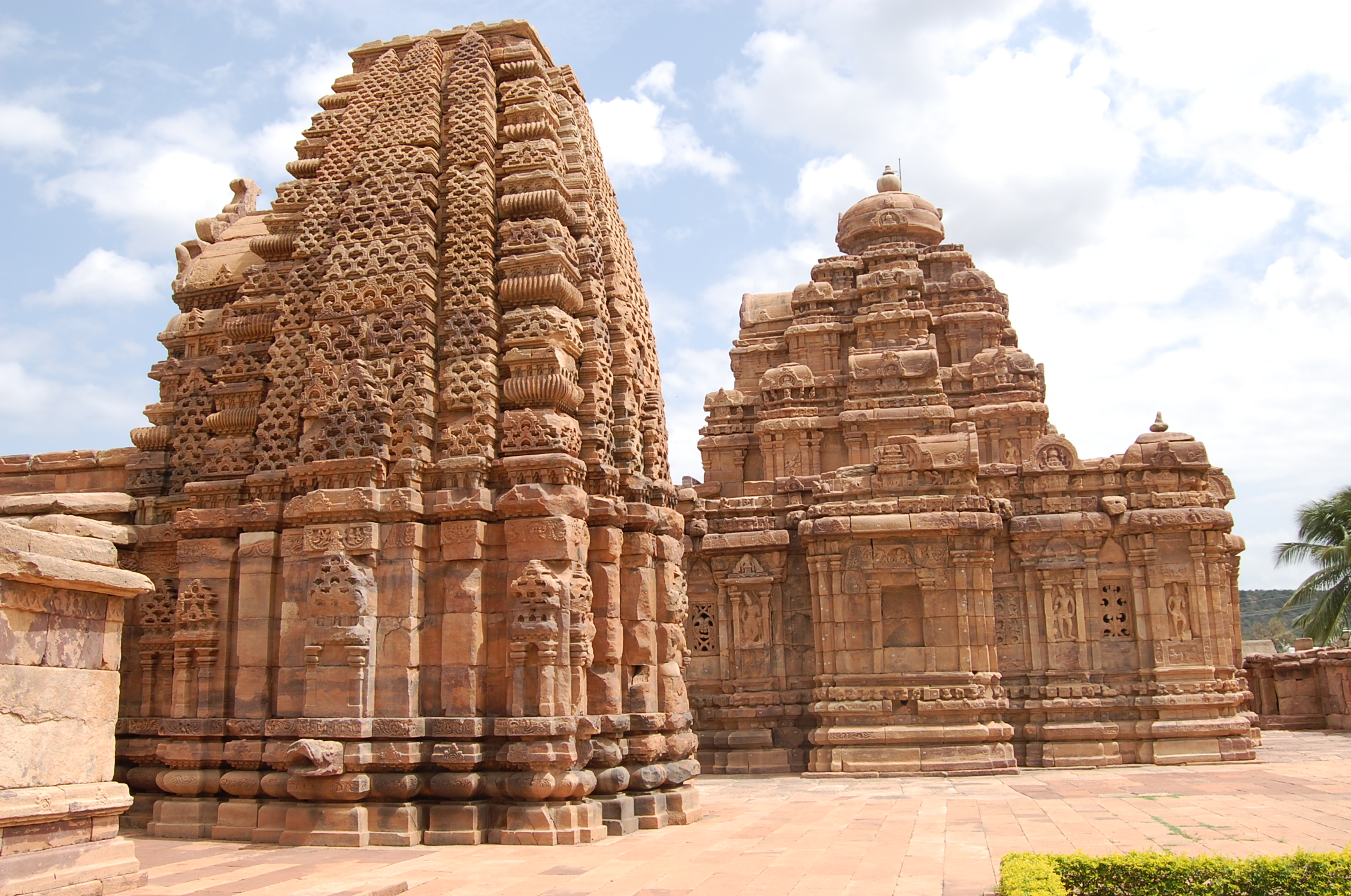
Kashi Vishwanatha

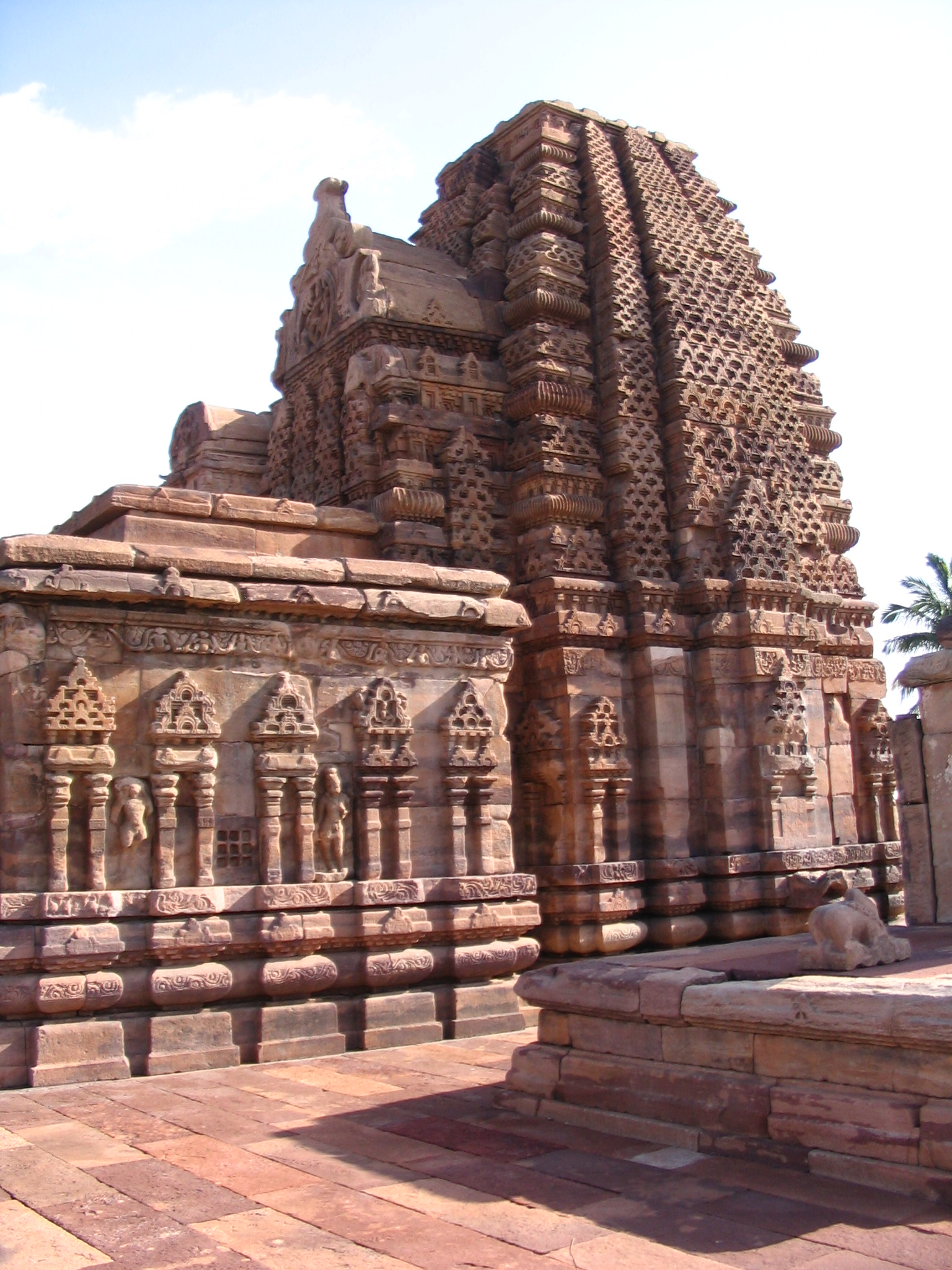
Mallikarjuna i Kashi Vishwanatha

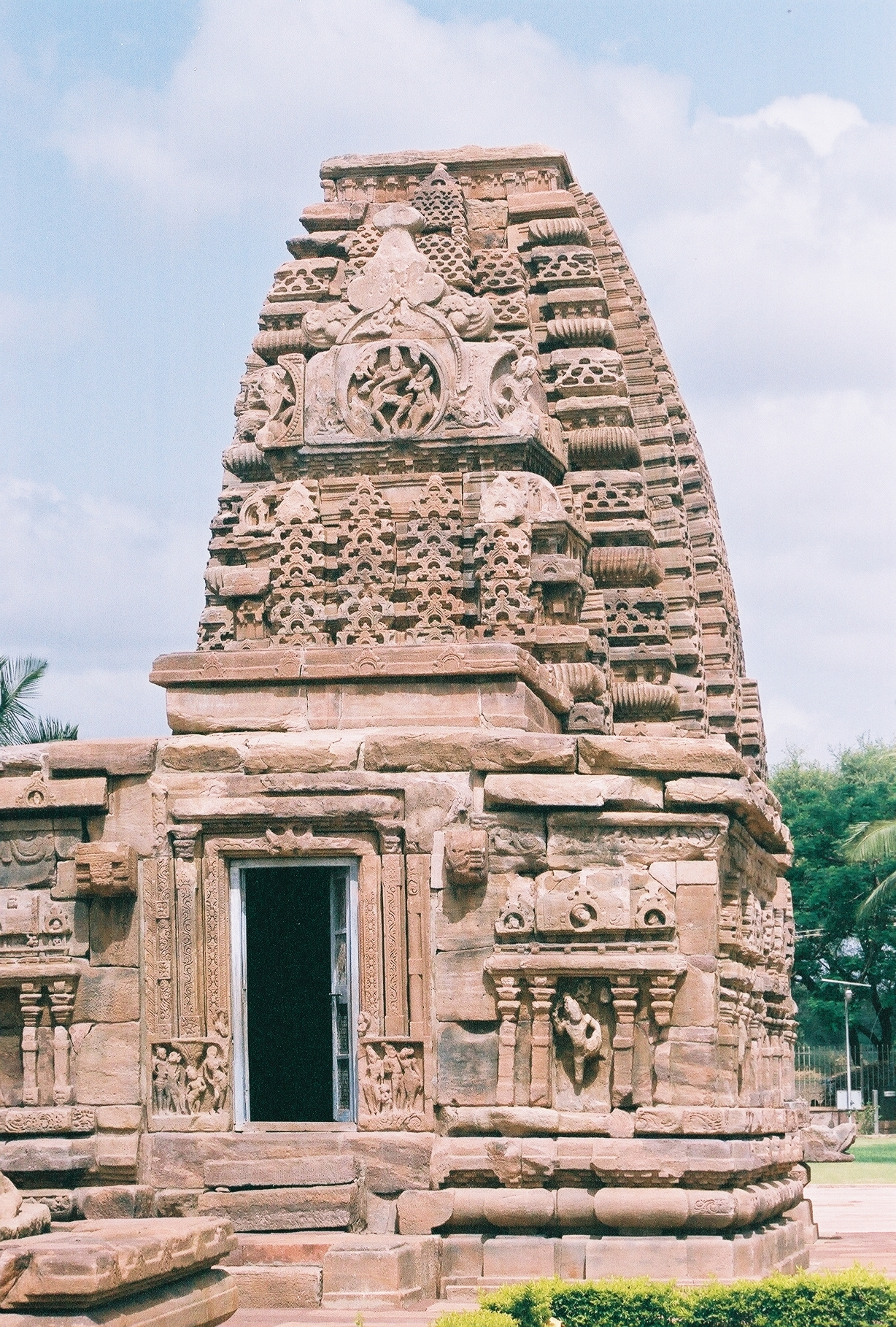
Kashi Vishwanatha

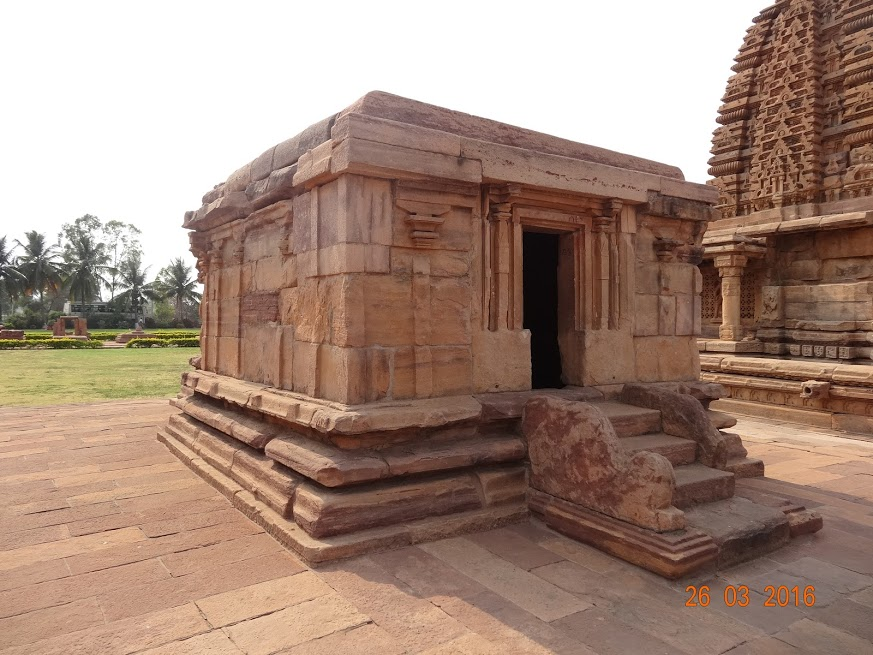
Temple Chandrashekhara

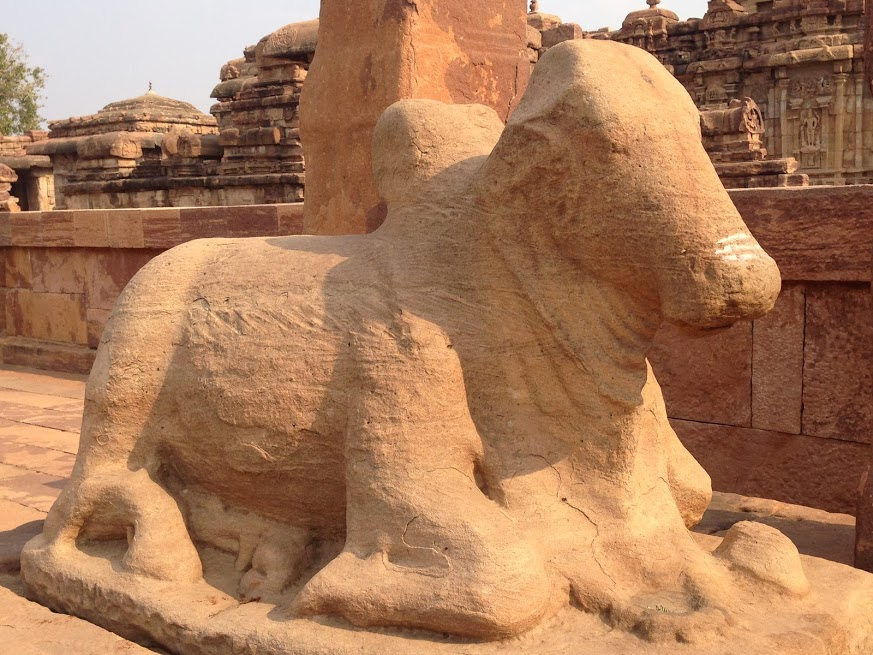
Figura

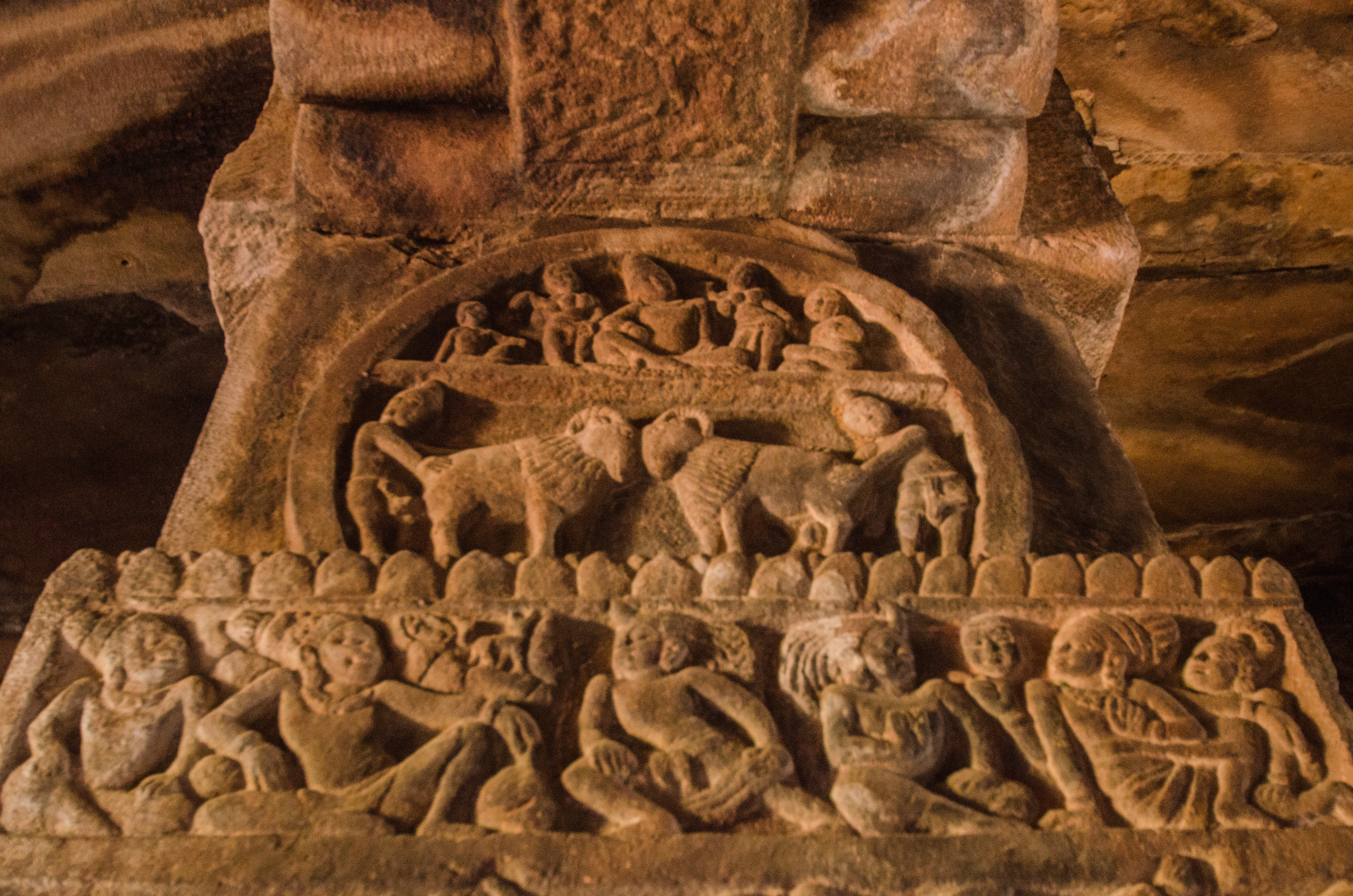
Detall del temple

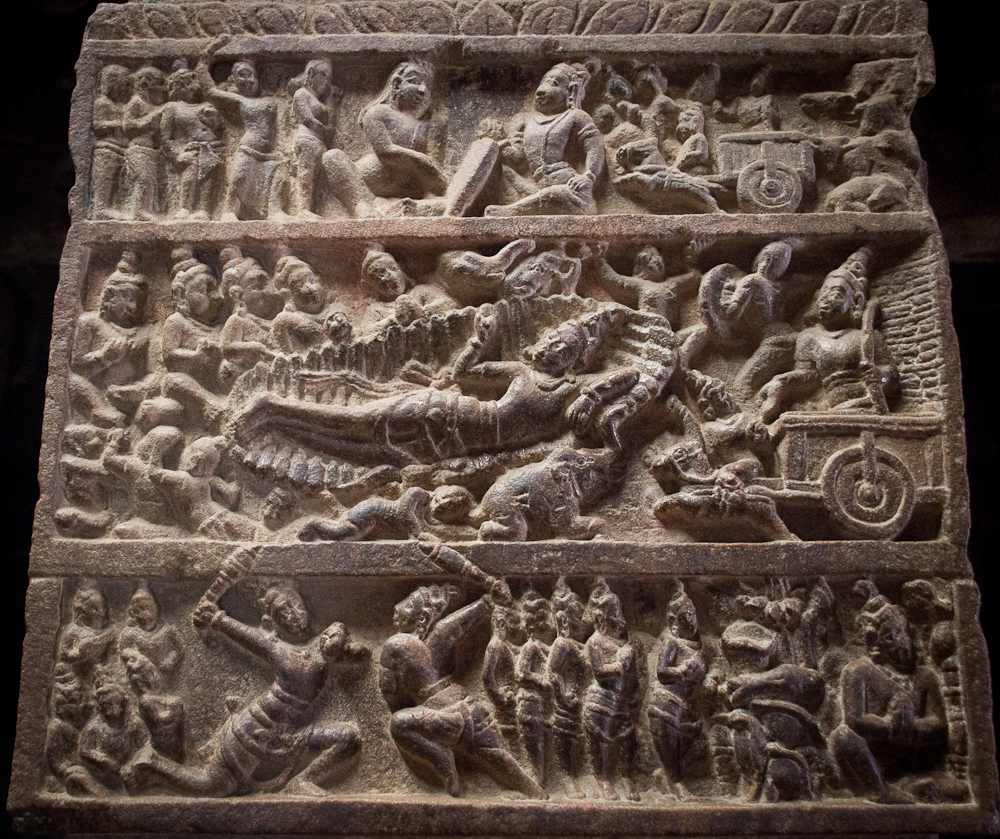
Detall d'un relleu

Pattadakal és el lloc històric on els reis de la dinastia Badami Txalukya van ser coronats, ja que es considera un lloc sagrat. Vijayaditya fou el primer rei per a ser coronat aquí a "Pattadakisuvolal" a l'inici del segle setè dC. Va ser la capital de la Chalukya de Karnataka del sud de l'Índia entre els segles vi i viii. Els Txalukyas van construir molts temples aquí entre els segles vii i viii.
Hi ha deu temples a Pattadakal, majoritàriament hindús i jainistes, envoltats de nombrosos santuaris petits en la fusió de diversos estils arquitectònics del nord i sud de l'Índia (Rekha, Nagara, Prasada i Dravida Vimana). Aquests temples reflecteixen les diverses sectes religioses que existien aquí. Quatre temples van ser construïts en el Txalukya  estil dravidià, quatre a l'estil Nagara del nord de l'Índia, mentre que el temple Papanatha és una fusió de els dos estils. En total, nou temples de Shiva i un Basadi (anomenat temple Jain Narayana)construït al segle novè durant el regne de Krishna II de la Rashtrakutas, l'últim temple que es construirà a Pattadakal.) Estan situats al llarg del curs d'un riu. El més antic d'aquests temples és Sangameshwara, construït durant el regnat de Vijayaditya Satyashraya durant el període 697-733 dC. El més gran de tots aquests temples a Pattadakal és el Temple Virupaksha, va ser construït per la reina Lokamahadevi i Rani Trilokyamahadevi, entre 740 i 745 dC per celebrar la victòria del seu marit Vikramaditya II sobre Nandivarman, el pallava rei de Kanchipuram del Sud; el temple va ser modelat en les línies de la  temple de Kailasanatha a Kanchipuram. També van construir el temple Mallikarjuna.
Pattadakal és un centre d'art Txalukya i l'arquitectura, que destaca pels seus temples i les inscripcions que es van originar a Aihole al voltant del 450 aC es va perfeccionar en els pobles Badami i Pattadakal, tot al districte Bagalakote; el distintiu Txalukyan (Arquitectura occidental) era una evolució de la barreja de la indo-ària Nagara i estils dravídiques. Ptolemeu es refereix a aquest lloc com Petrigal. D'acord amb les inscripcions, el lloc era conegut pels noms  Kisuvolalu , Raktapura (Ciutat vermella), Pattadakal (les muntanyes prop de Pattadakal li van donar aquest nom), i  Pattada Kisuvolalu  (ಪಟ್ಟದ ಕಿಸುವೊಳಲು, que significa: Vall vermell).
Pattadakal denota també com el lloc de coronació dels reis de la família Rxalukyan. D'acord amb l'obra literària  Hammira Kāvya  de 1540, el lloc era conegut com a Pattashilapura i Hammirapura. S'ha esmentat en les inscripcions del segle xi i XII, així com en l'obra literària  Singirajapurana  de 1500 i en Hammira Kāvya com el lloc on van ser coronats els reis de Txalukya.
Pattadakal va continuar sent un centre important sota les Rashtrakutes i la Txalukyas Kalyani. Es va convertir en una ciutat cap d'una petita regió anomenada  Kisukadu-70 . Els Sindhas de  Yaramabarige  (Yelburgi) també van governar durant algun temps.

## Grups de monuments

### Temple Jain Narayana
El temple Jain Narayana està situat a la carretera de Pattadakal a Badami. Fou construït en l'estil dravidià pel Rashtrakutas de Manyakheta. Té unes boniques escultures que probablement daten del segle novè, construïts pel rei Amoghavarsha I o el seu fill Krishna II. Es compon d'un  mukhamantapa  (sala principal), un  navaranga ,  shukanasa  i garbhagriha. La deïtat principi del temple és Parshvanatha, el 23 Tirthankara del jainisme.
Les parets del santuari superior reflecteixen els arranjaments de les parets de la planta baixa en una escala disminuïda. La seva antarala frontal (petita avantcambra) està coberta per la part basal de la sukanasa (porció del pinacle sobre el pòrtic) de projecció, mentre que l'ampit en els altres tres costats porta karnakutas i salas. La tercera planta de menor amplària s'alleuja en els seus costats excepte en el costat frontal. Les badies contenen kudu - igual que els arcs i els mitjos arcs com en els temples d'estil del nord.
L'excavació pel Servei Arqueològic de l'Índia a les instal·lacions del temple ha tret a la llum les restes d'un gran complex de temples construïts en maons i també una bella escultura de Tirthankara que indiquen l'existència d'un temple, probablement pertanyent a principis de la regla Txalukyan.

### Temple Virupaksha
El Temple Virupaksha és el més gran de tots els temples de Pattadakal construïts al segle vuitè. Segons una inscripció, fou construït per la reina Lokamahadevi ( Trilokyamahadevi) a l'any 745 per celebrar la victòria del seu marit (Vikramaditya II) sobre els tres pallavas i l'ocupació de Kanchi. El temple Virupaksha és ric en escultures com Lingodbhava SUAC , Nataraja, Ravananugraha i Ugra Narasimha. Virupaksha és el temple datat més antic amb el sukanasika, sent seguit de prop pel temple Mallikarjuna. El temple està envoltat per una gran prakara. El seu nom original era  Lokeshwara o Lokapaleshwara . El temple té un lloc sagrat, un pas interior, amb pilars navaranga i les entrades des del nord, est i sud dels pòrtics. Té una porta d'entrada massiva al davant i una petita porta de darrere. Hi ha inscripcions i la imposició de figures de pedra tallades dins de la mantapa de pedra. El santuari té un deambulatori, i instal·lat al pedestal quadrat hi ha un negre Shivalinga. El famós temple de Kailasa a Ellora fou construït sobre el model d'aquest temple. El mateix temple Virupaksha és una rèplica exacta del temple Kailasa a Kanchi.

### Temple Sangameshwara
El Temple Sangameswarar (que es va anomenar Vijayeshwara) és el temple més antic de Pattadakal, construït pel rei Txalukya Vijayaditya Satyashraya (696-733). No té cap sukanasika. El temple està en estil dravidià i consisteix en un lloc sagrat, el pas interior i navaranga. El sanctum i el pas interior estan tancades per una forma que té diverses gelosies de disseny diferent; esculpit a les parets exteriors hi han diferents figures com Ugranarasimha i Nataraja. Tant el temple Sangameshwaracom el temple Virupaksha són similars entre si en ser quadrat en el pla des de la base fins a  shikhara . La principal vimana és de tres plantes. La planta inferior està envoltada per dues parets. El segon pis de ser una projecció cap de la paret interior. Mentre que la paret exterior tanca el circumvalatori coberta al voltant de la sanctum. El navaranga té 20 pilars en quatre files. Les seves parets exteriors tenen figures de pedra tallada. El santuari té una torre d'estil dravidià. Segons una inscripció en kannada datada en l'any 1162, que va ser construït pel rei Txalukya primerenc Vijayaditya i va ser nomenat Vijayeshwara.

### Temple Txandrashekhara
A l'esquerra de la Sangameshwara hi ha el petit temple Txandrashekhara. El seu estil arquitectònic és molt simple, sense cap tipus d'ídols o talles fràgils. Aquest petit santuari consisteix en el santuari amb un Shivalinga i un petit passadís. Només un ídol hi segueix sent ara.

### Temple Mallikarjuna
El temple Mallikarjuna és una versió més petita del templeVirupaksha i va ser construït per la segona reina de Vikramadiyta Trilokyamahadevi l'any 745. Aquest temple també va ser construït per  Rani Trailokya Mahadevi  per celebrar la victòria (per  Vikramaditya II  ) sobre la Pallavas. El temple Mallikarjuna va ser construït immediatament després i prop del temple Virupaksha (al nord del temple) en estil dravidià. El temple Mallikarjuna va ser anteriorment conegut com a Trailokeshwara. Està en estreta proximitat amb el temple Sanghameshwara en el disseny, la construcció i l'escultura, però de menor grandària. El porxo té una bella imatge de Narasimha matant a Hiranyakasipu i dos ídols femenins. Aquí hi ha dos grans imatges a banda i banda de l'entrada de la navaranga. Els divuit pilars de la navaranga tenen xifres relatives a Ramayana, Mahabharatha i les que representen condicions socials d'aquests dies. Al sostre hi ha boniques figures de Gajalakshmi i Shiva-Parvati. A les parets externes hi ha escultures com Shiva, Nandi, Lakulisha, Nataraja, etc. Aquest temple va ser construït per Trailokya Mahadevi.

### Temple de Kashi Vishwanatha
El Temple de Kashi Vishweshvara va ser l'últim a ser construït en estil Txalukya primerenc. Aquest temple va ser construït pel Rashtrakutas al segle vuitè.
Al nord del temple Mallikarjuna hi ha el temple de Kashi Vishweshwara dels quals només queda el santuari i un pas. En els pilars del pas interior, estan gravades en un alt relleu figures femenines. Al sostre, està representat Somaskanda. El seu santuari té una torre rekhanagara. L'estructura és presumiblement del segle vuitè.

### Temple Galaganatha
El Temple Galaganatha es va construir un segle més tard en l'estil de l'arquitectura de  Rekha Nagara Prasada . El temple conté una escultura del Senyor Shiva matant al dimoni  Andhakasura . Galaganatha temple es troba al nord de la Virupaksha i s'enfronta a l'oest. Té una navaranga, shukanasa i el santuari amb una linga. En diversos nínxols hi ha petites figures de Kubera, Gajalakshmi i altres. En el nínxol a la paret externa del camí hi ha una fina figura de Shiva. La torre d'estil rekhanagara sobre el temple és molt fina. Sembla haver estat construït durant la primera meitat del segle vuitè.

### Els temples Kadasiddheshwara i Jambulingeshwara
Els temples Kadasiddheshwara i Jambulingeshwara són tots dos atribuïts al segle setè. Estan construïts en estil Nagara. El temple Kadasiddeshwara té una escultura de Shiva duent un trident a les seves mans.

### Temple Jambulinga
Darrere del temple Galaganatha hi ha el santuari de Jambulinga. Té un santuari amb un shukanasa i una navaranga. A la porta de la shukanasa hi ha ídols de guàrdies de Shiva i Nandi Veerabhadra. Els nínxols a les parets exteriors de la sanctum tenen ídols de Shiva (Lakulisha) i Vishnu.

### Temple Kadasiddheshwara
Al nord, molt a prop del santuari Jambulinga, hi ha el santuari de Kadasiddheshwara. En grandària i arquitectura és similar a la de Jambulinga. Hi ha diversos ídols ben executats de Shiva, Parvathi i Vishnu i altres divinitats a la paret exterior.

### Temple Papanatha
El temple Papanatha fou construït cap a l'any 680. El temple es va iniciar en estil Nagara, però més tard va canviar a un estil dravidià més equilibrat. Les escultures aquí parlen d'escenes de Ramayana i Mahabharata. Aquest temple té moltes similituds amb els temples de la Navabrahma a Alampur, Andhra Pradesh, que també van ser construïdes per Badami Txalukyas. El temple Papanatha es troba al sud de la Virupaksha. Té un pòrtic, sala principal, una gran avantcambra i el santuari amb forma de ruta tancada. A la porta de la sala interior hi ha Nandi i Veerabhadra. Hi ha 16 pilars a la sala principal, que tenen figures fines de les parelles i les figures de les dones. El sostre té impressionants figures de Shiva-Parvati amb Vishnu i els gandharvas. Per al nord-oest, a la paret hi ha una figura notable d'una cort reial. Parelles amoroses i talles decoratives es troben en diverses parts del temple. A les parets externes són figures de lleons i elefants amb genets i escenes del Ramayana. El temple sembla haver estat construït en etapes. El santuari té una torre rekhanagara.
Altres monuments a Pattadakal
- A part d'aquests grans temples, es poden trobar diversos petits santuaris de Shiva.
- D'acord amb la inscripció en un pilar de pedra Shaiva trobat a prop dels temples de Virupaksha, Sangameshwara i Mallikarjuna, aquest pilar amb un emblema del trident va ser posat per Jnana Shivacharya, que procedia de Mrigathanikahara, a la riba nord del Ganges. També s'estableix en el regal de la terra per ell a la Vijayeshwara.
- L'abundància de temples de Shiva aquí indica clarament que el lloc era un gran centre Shaiva en l'antiguitat.
- El Museu de les Planes i la galeria d'escultures és mantingut pel  Archaeological Survey of India .

Altres monuments importants són el pilar de pedra monolítica amb inscripcions, el temple Naganatha, el temple Chandrashekara i les inscripcions al temple de la Mahakuteshwara.
(Font: Diccionari geogràfic de l'estat de Karnataka 1983)

## Galeria d'imatges

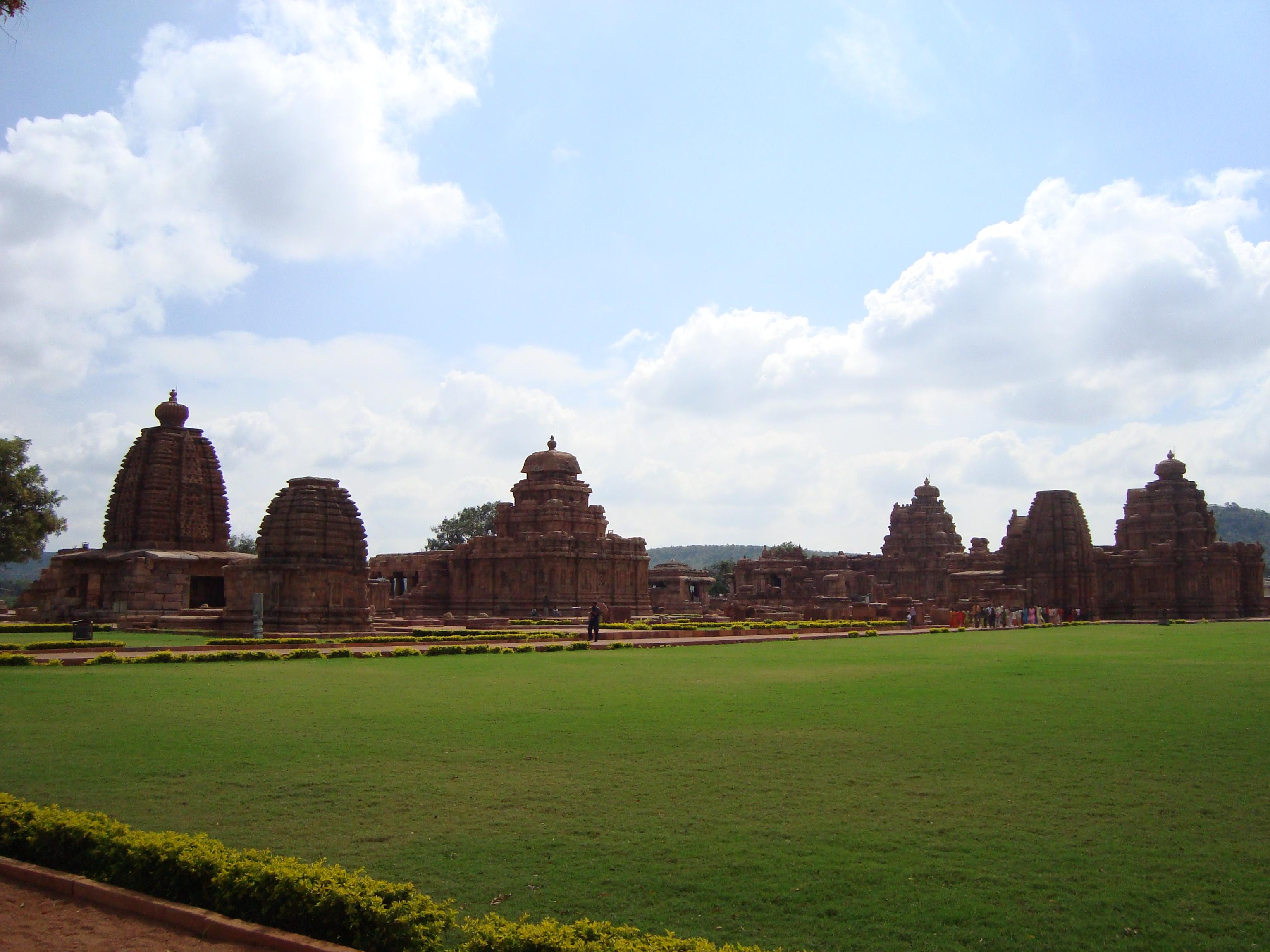
Grup de monuments
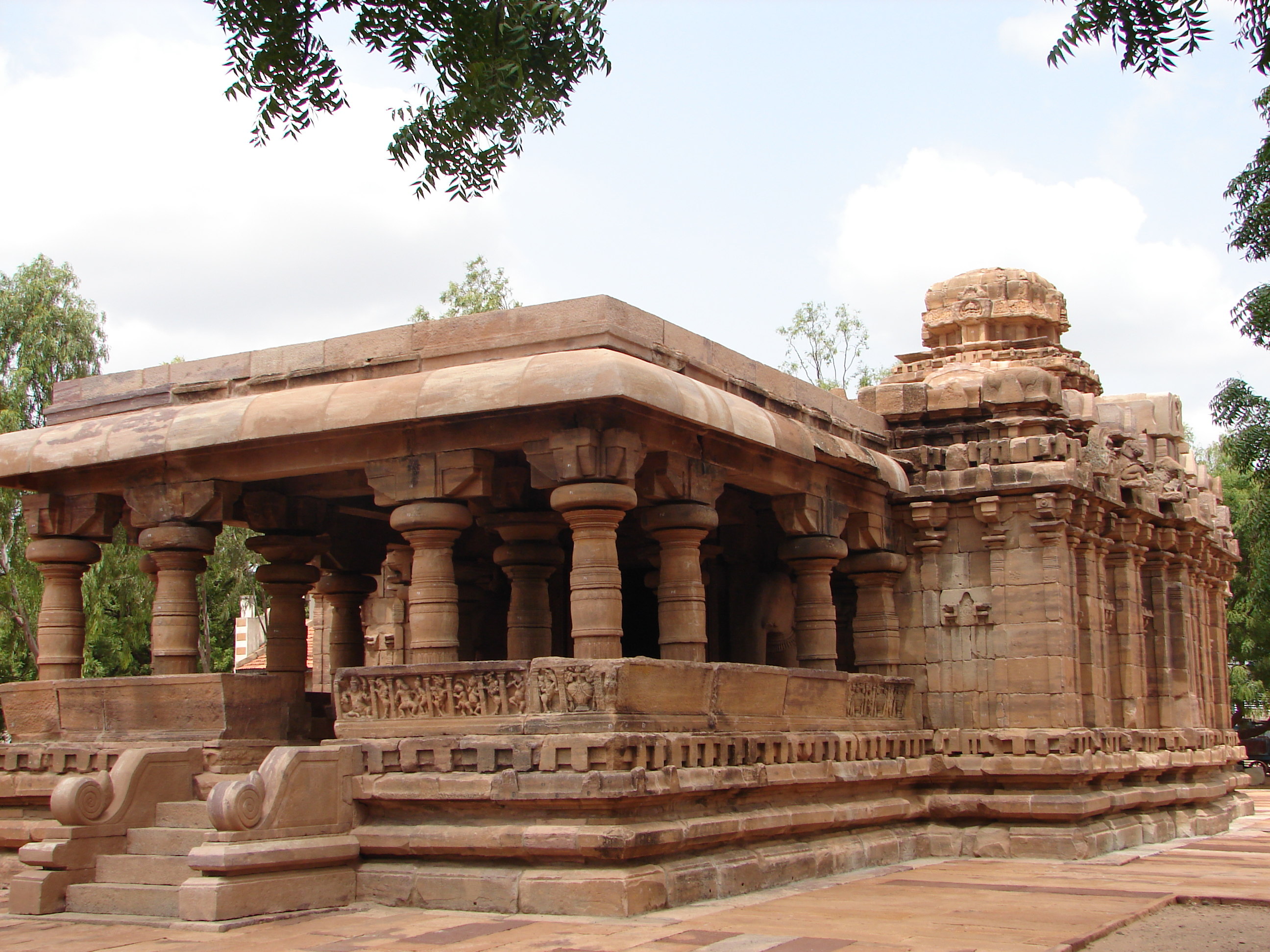
Temple Jain Narayana
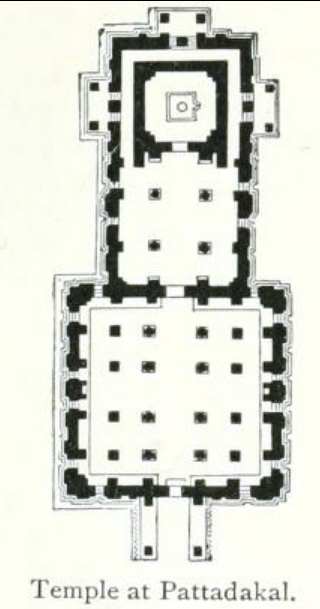
Plànol del temple
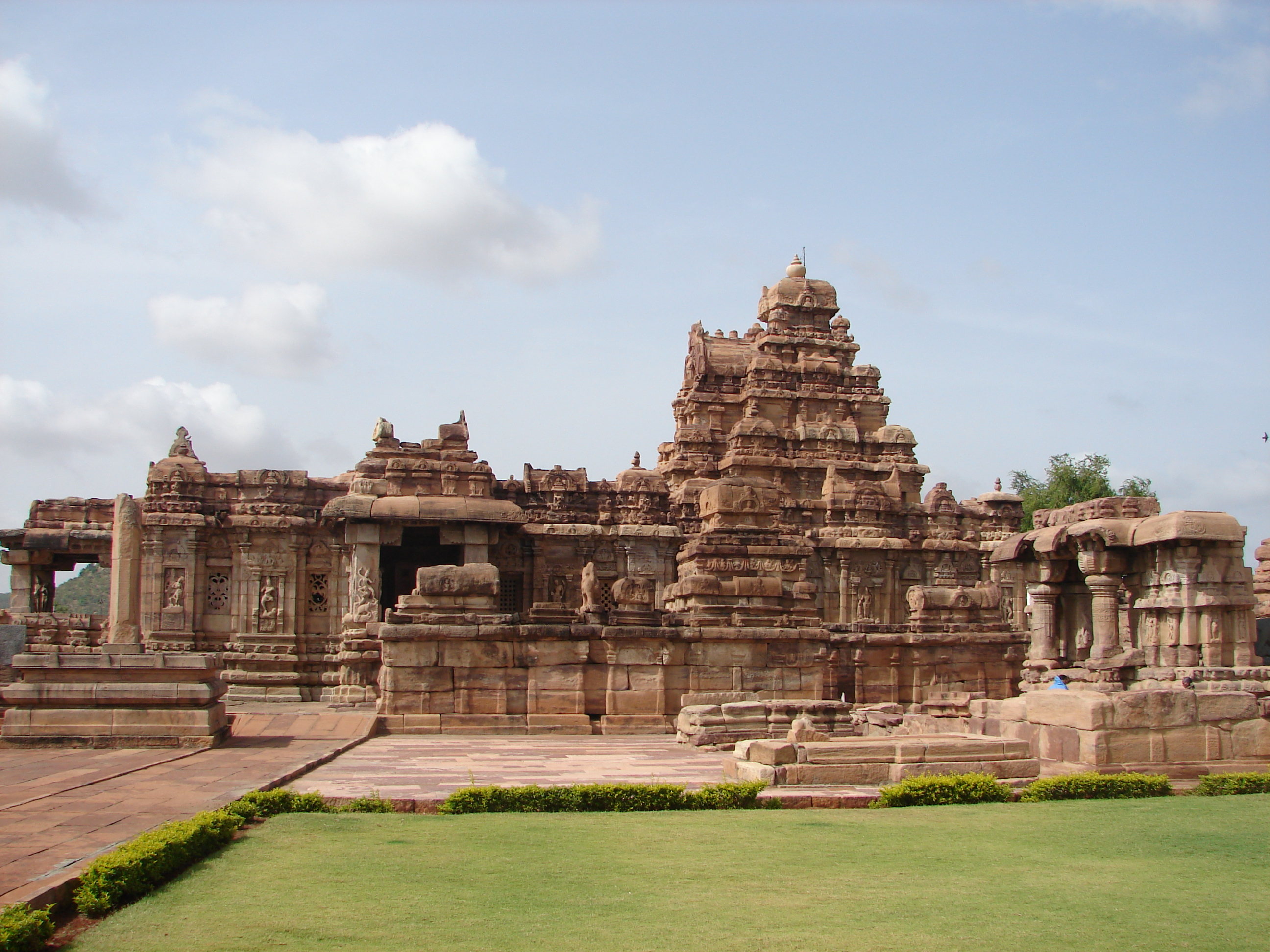
Temple Virupaksha
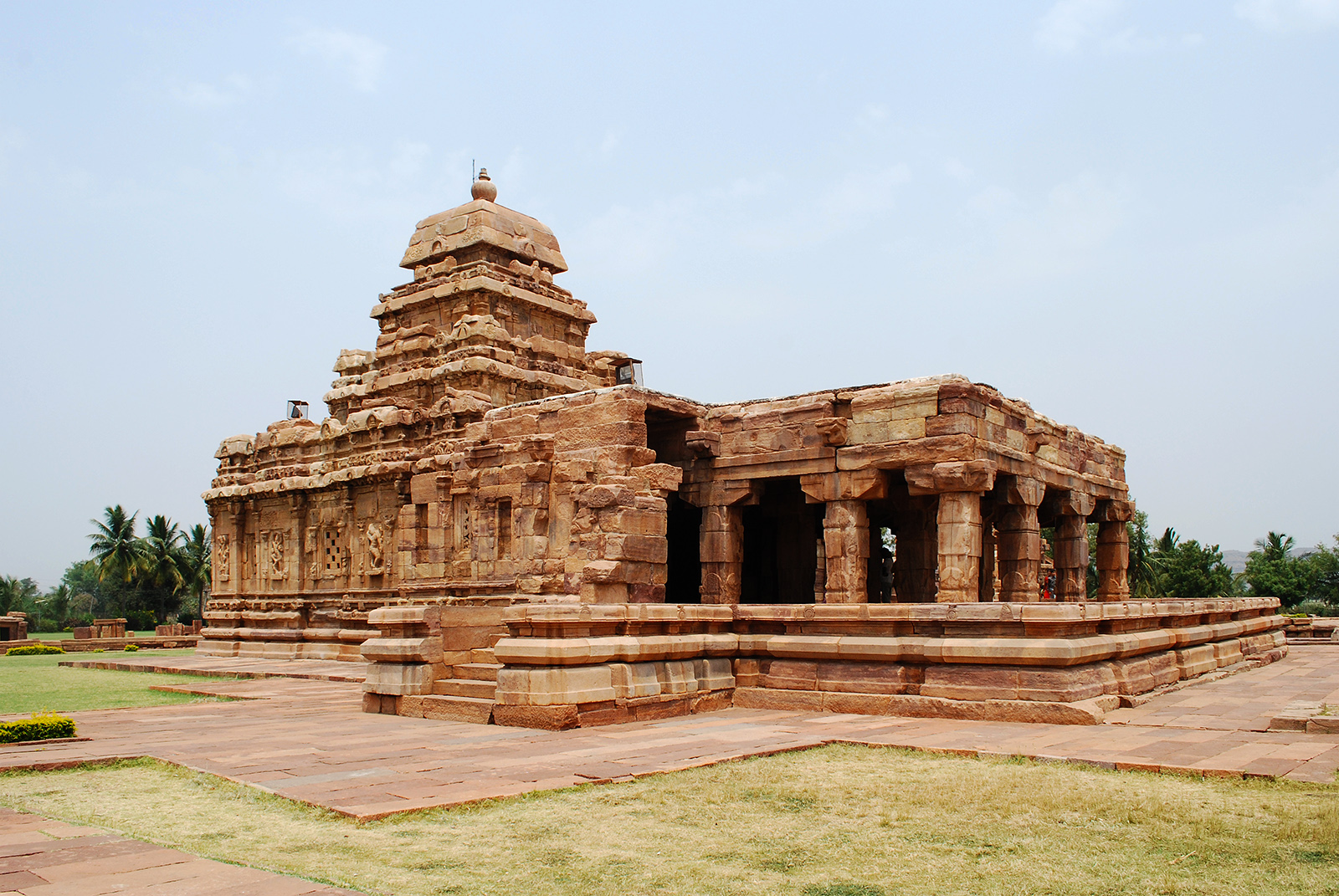
Temple Sangameshwara
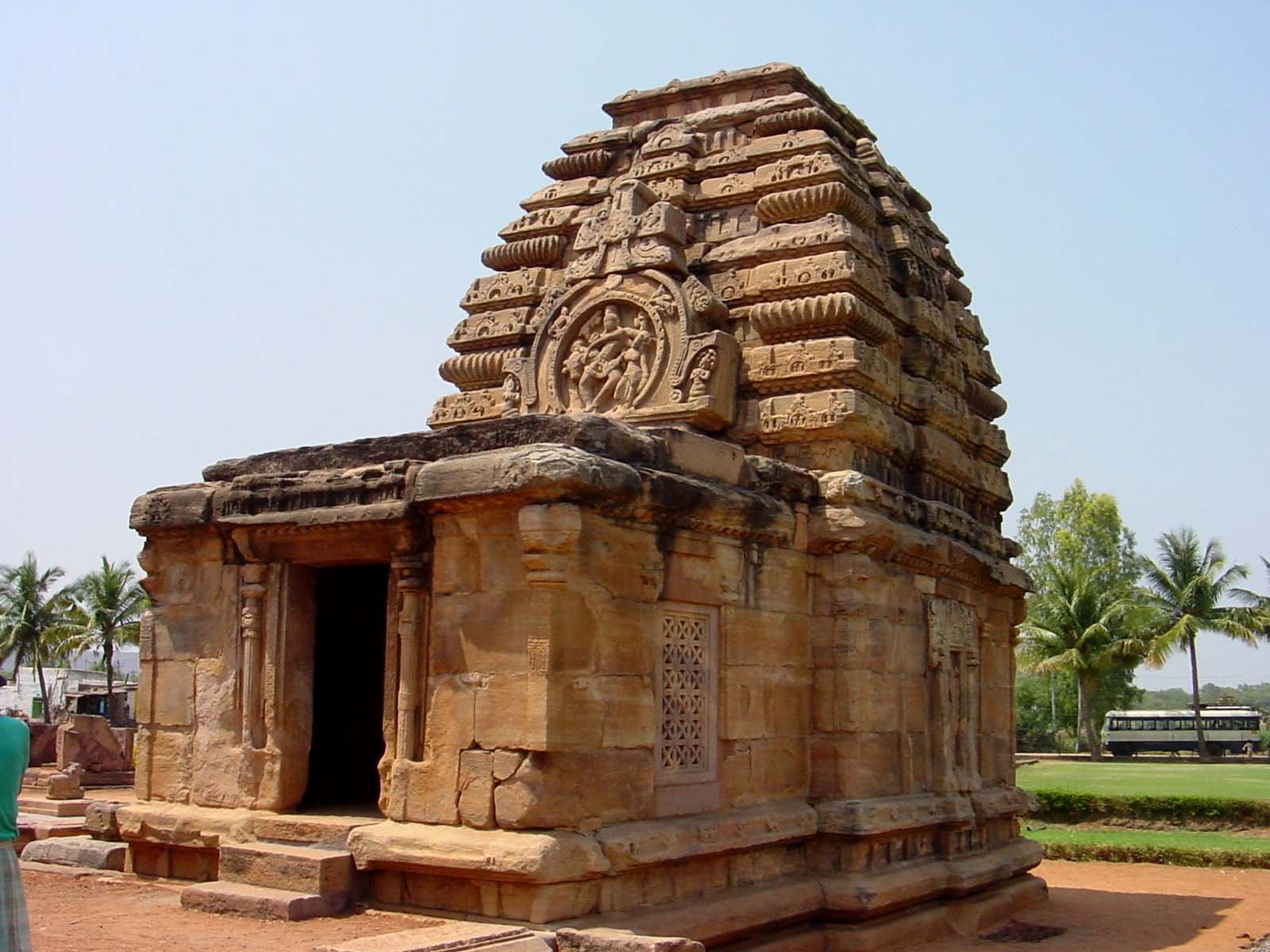
Temple Jambulinga
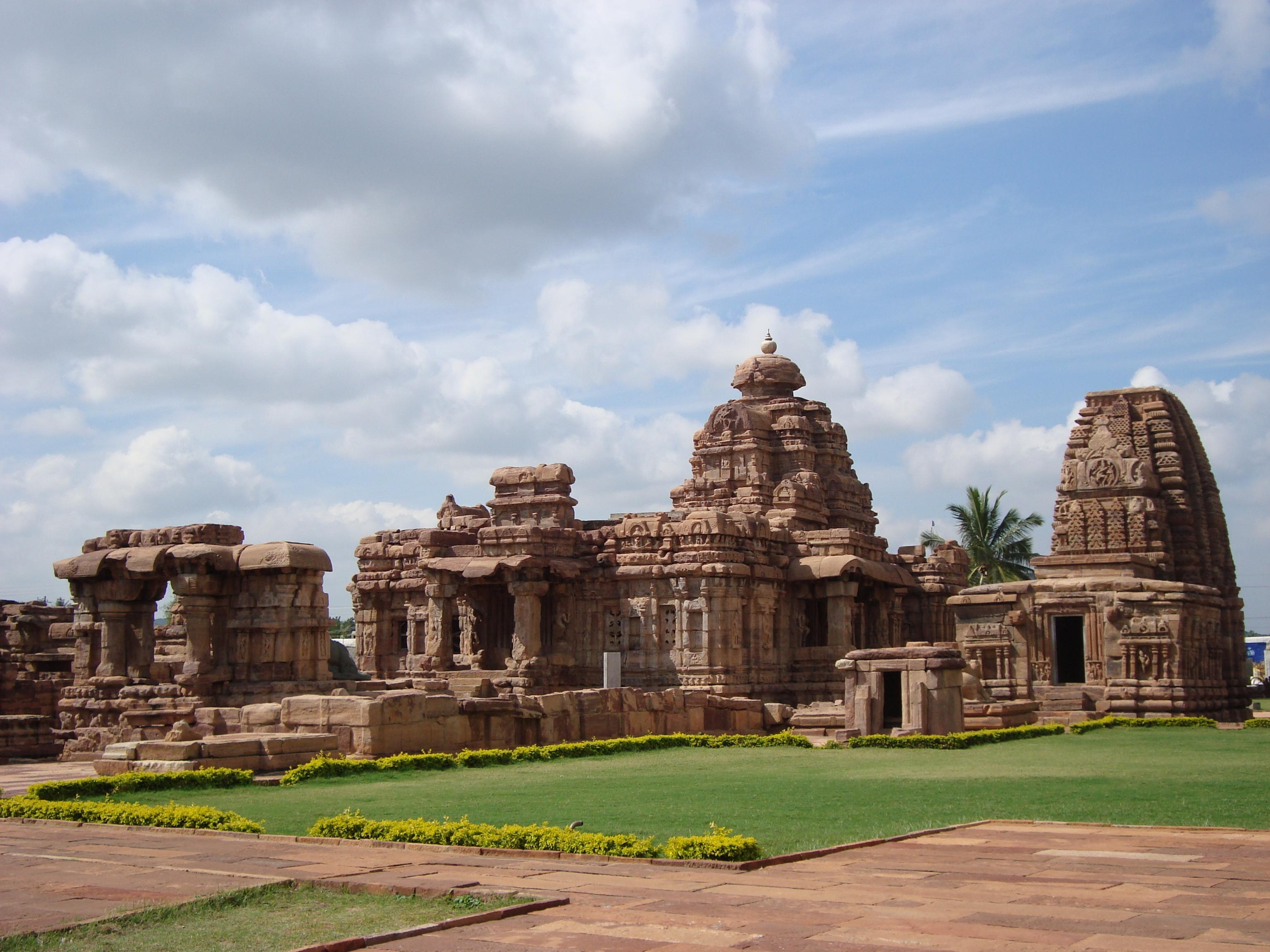
Temples Mallikarjuna i Kashi Vishwanatha
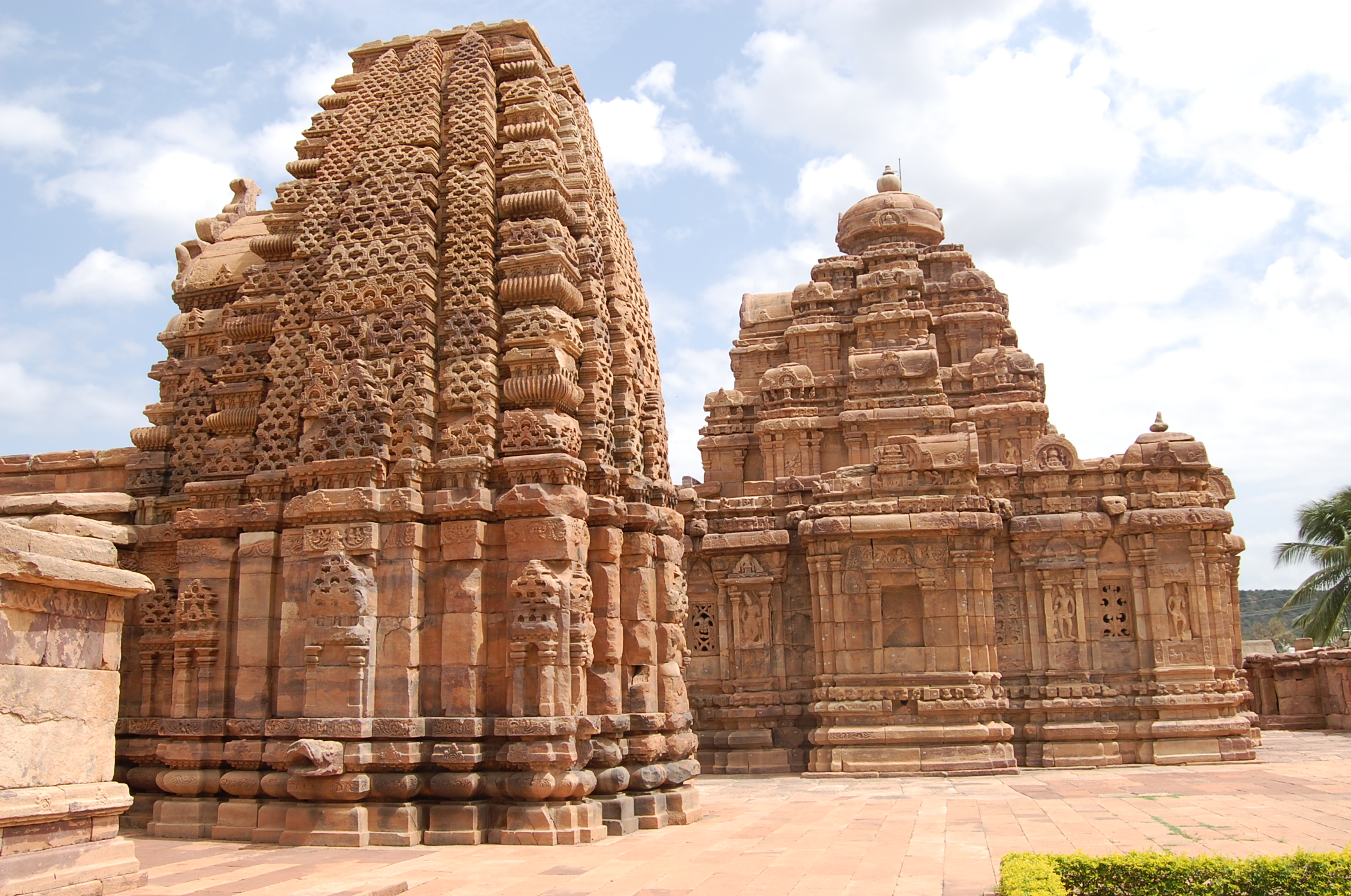
Temple Kashi Vishwanatha
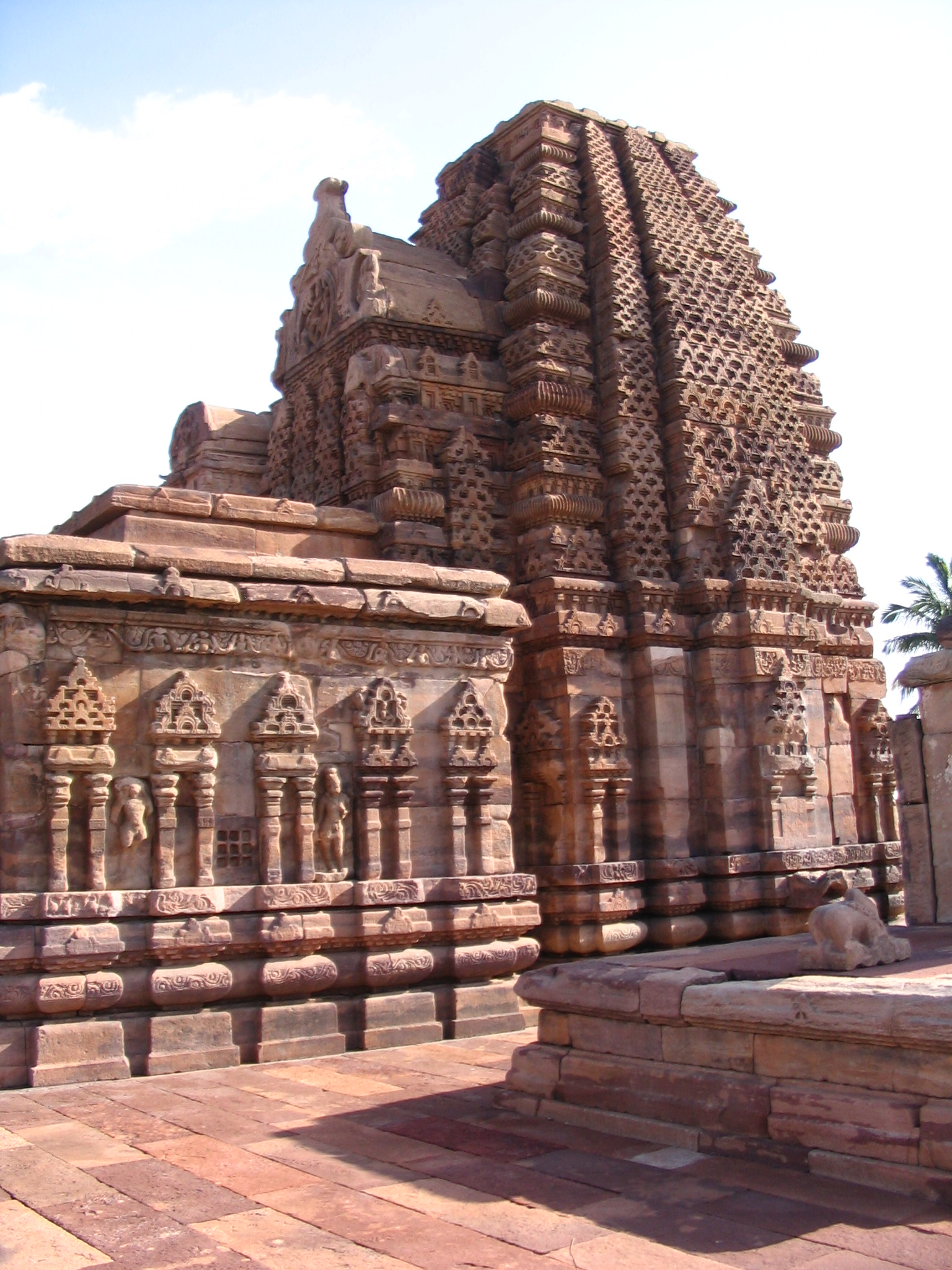
Mallikarjuna i Kashi Vishwanatha
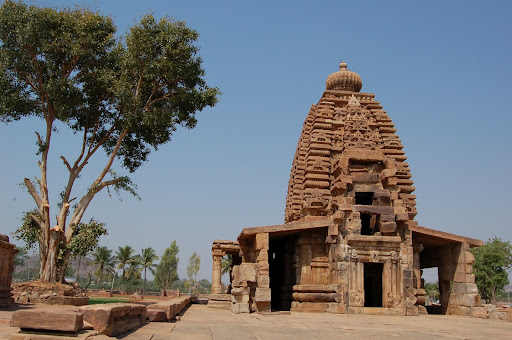
Temple Galaganatha
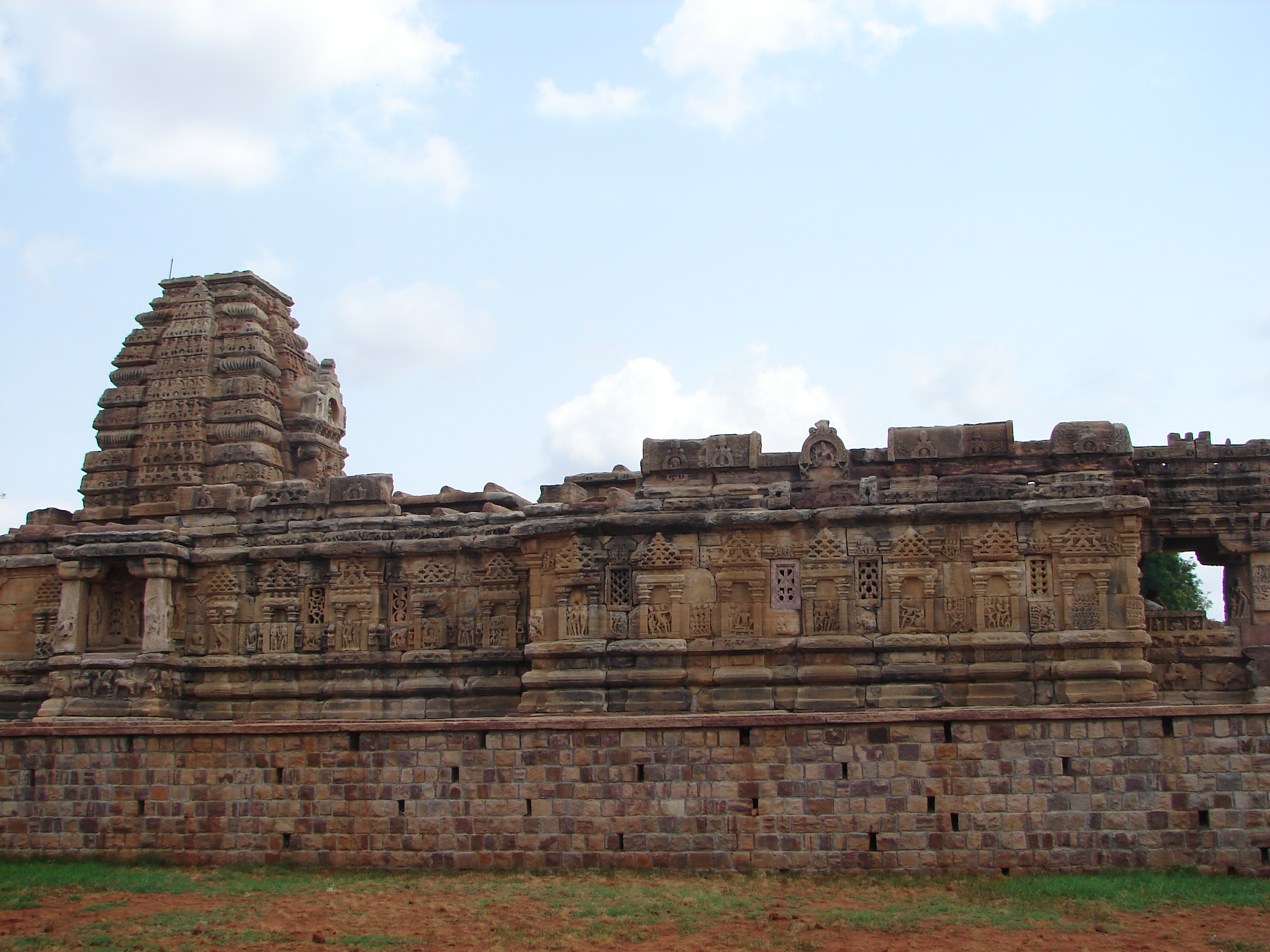
temple Papanatha
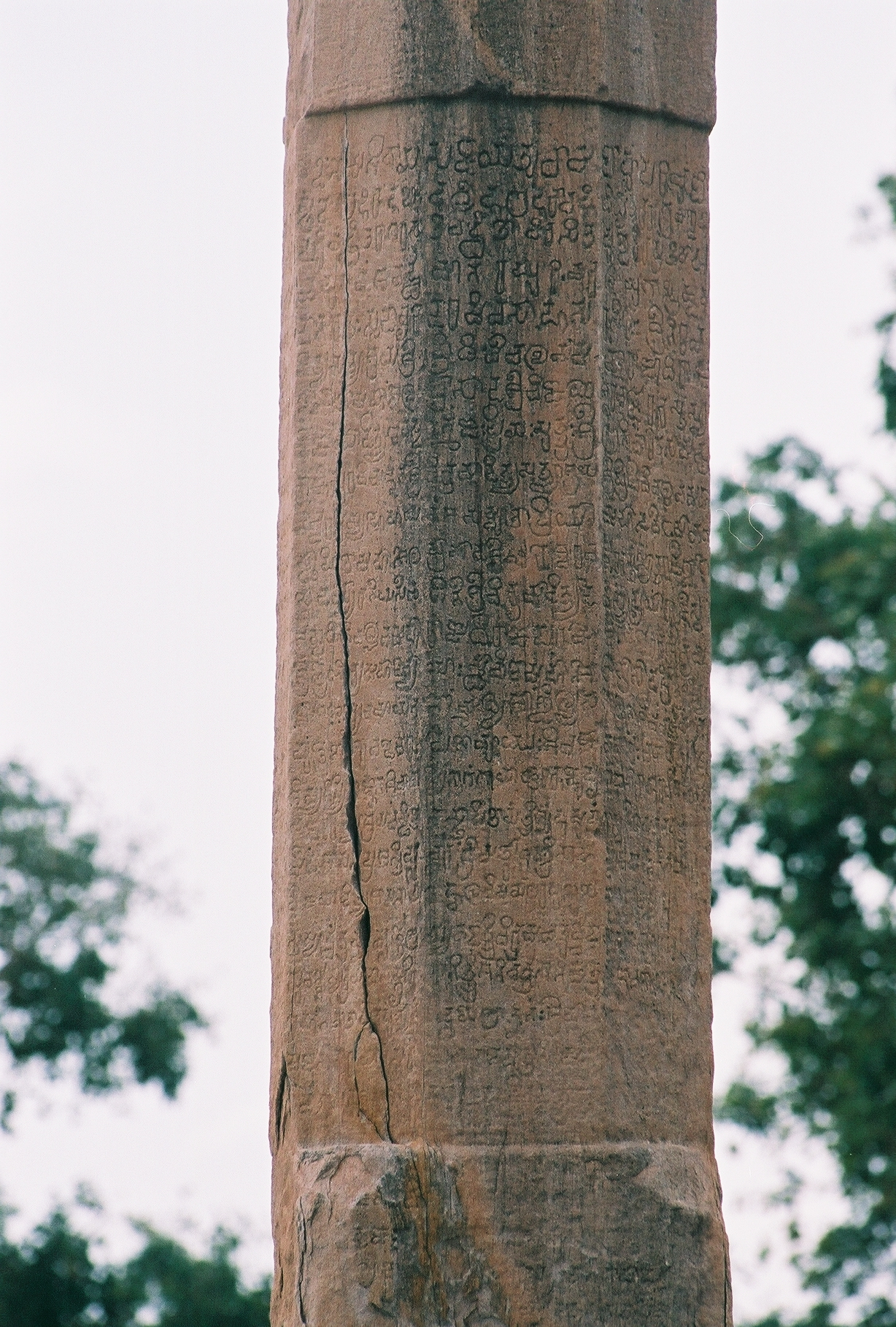
Pilar amb inscripcions del segle VIII
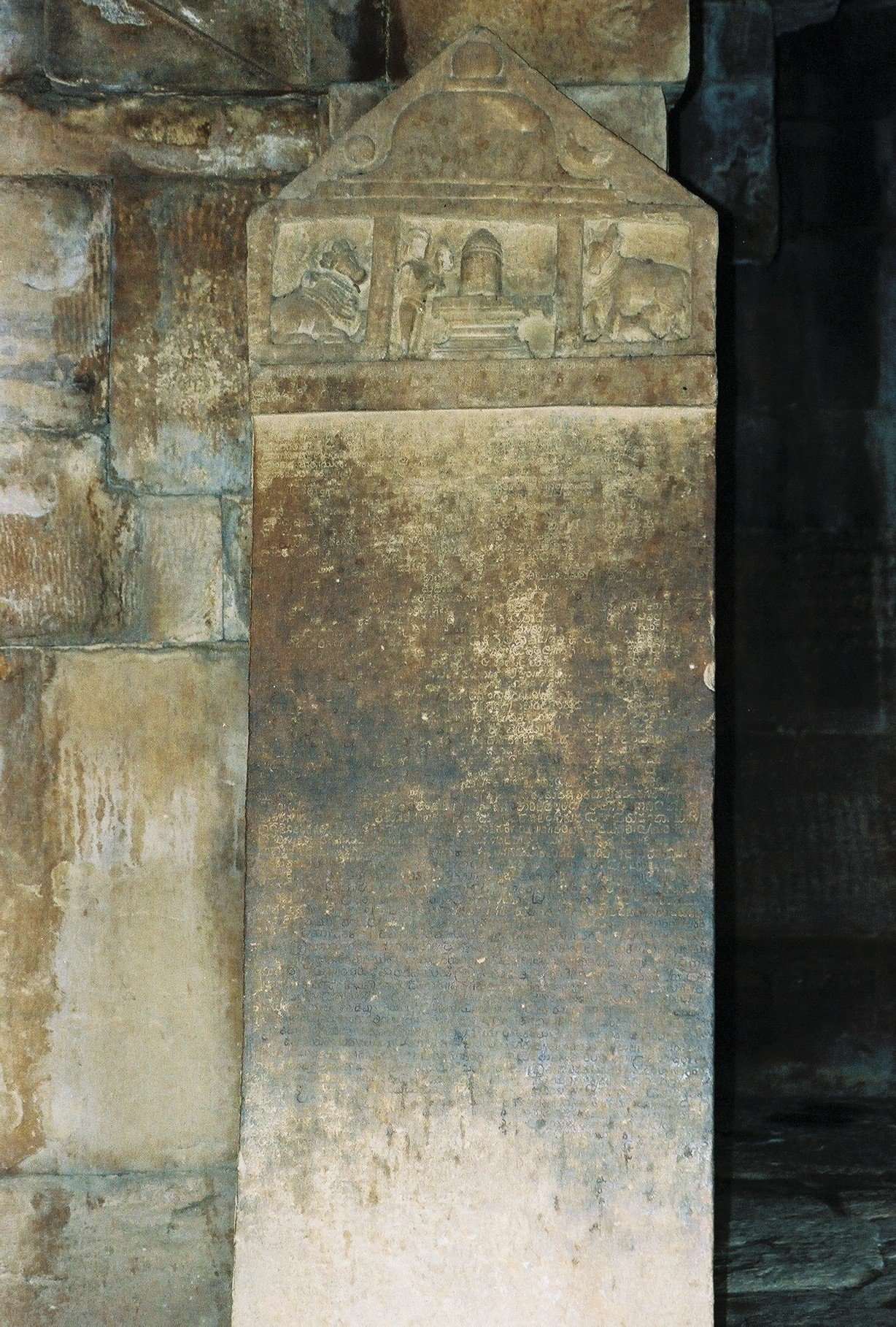
Inscripcions al temple Sangameshwara
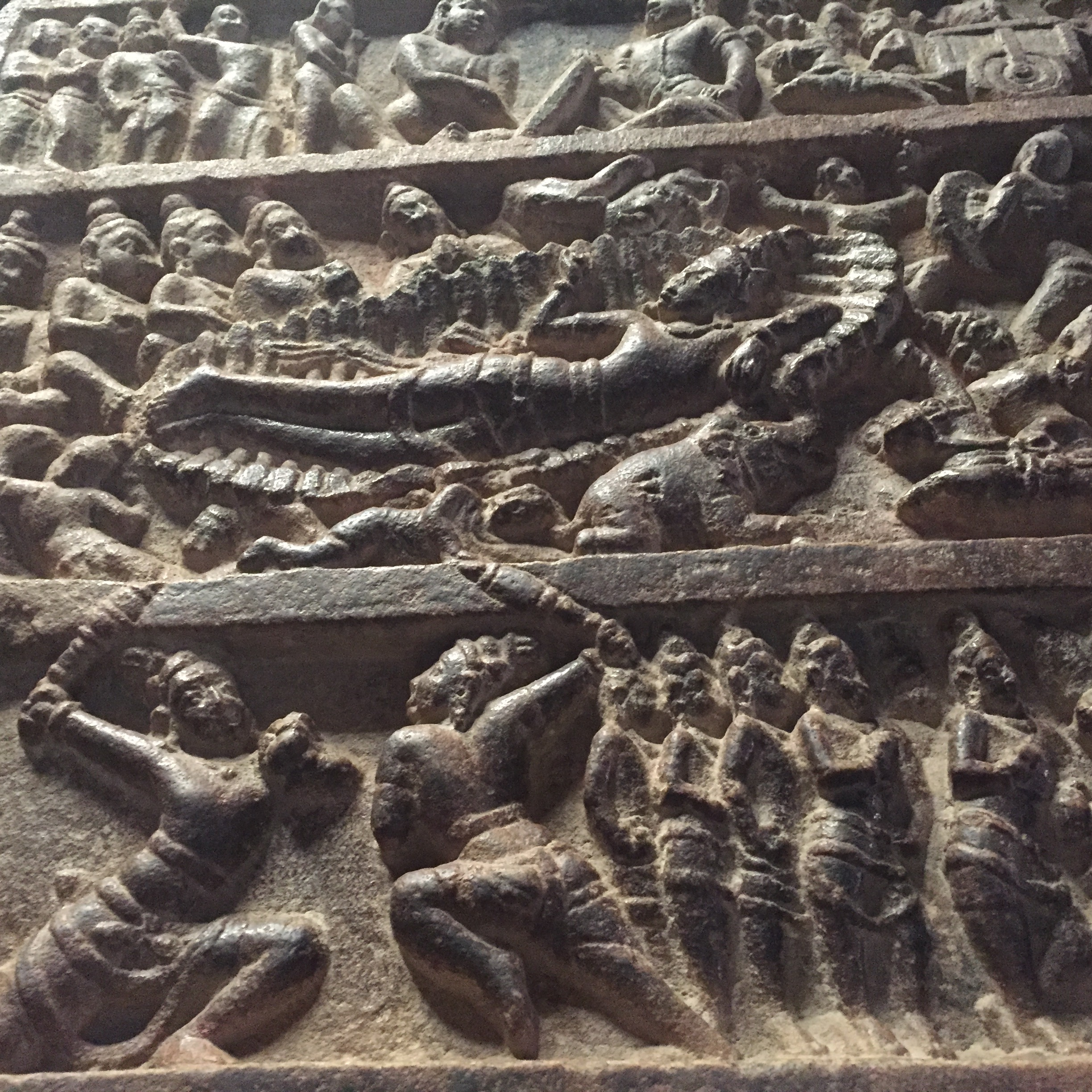
Inscripció Mahabharata
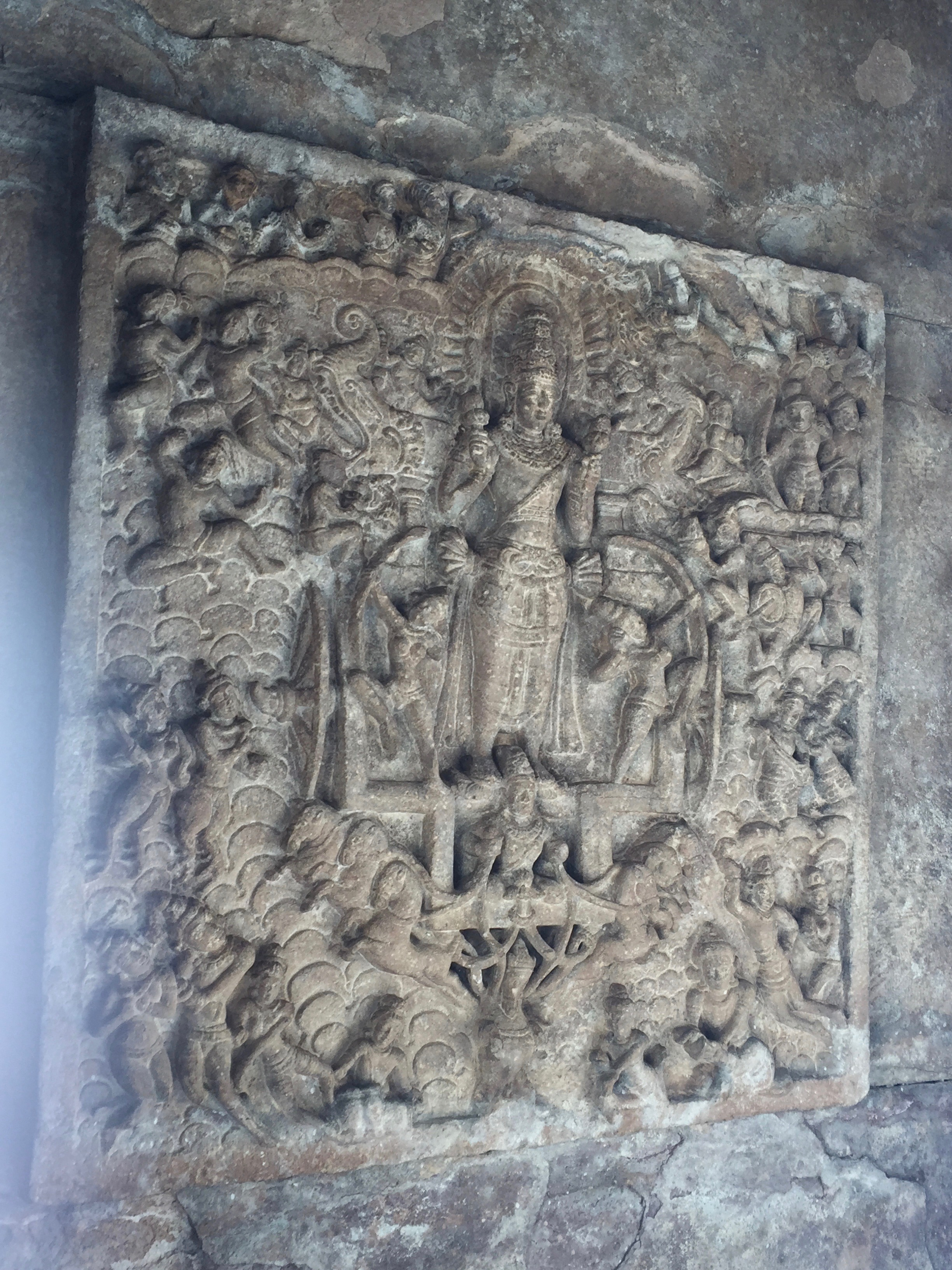
Lord Suryanarayana